# Herbalife
Herbalife Nutrition is een bedrijf dat voedingsproducten verkoopt. Het richt zich op de gebieden gewichtsverlies, sport, ontbijten en gezond ouder worden. Dit doet het bedrijf met multi-level marketing-methoden via distributeurs. Het bedrijf distribueert zijn producten in meer dan 90 landen door een netwerk van ongeveer 2,7 miljoen onafhankelijke verkopers. Begin jaren 90 begon Herbalife Nutrition zijn activiteiten in de Benelux.

## Oprichting
Het bedrijf werd opgericht in 1980 en heeft wereldwijd ongeveer 5.000 medewerkers. Herbalife Nutrition werd opgericht door Mark Hughes, die in 2000 overleed. Na de dood van Hughes werd het bedrijf overgenomen door twee investeringsmaatschappijen. In 2003 werd Michael O. Johnson CEO van Herbalife Nutrition. Voorafgaand aan zijn tijd bij Herbalife Nutrition, bracht Johnson 17 jaar door als president van Disney International. In 2004 werd het bedrijf op Nasdaq genoteerd.
Herbalife Nutrition had in 2011 een netto omzet van 3,45 miljard dollar en een omzet van 5,4 miljard dollar. Dit is een verhoging van 1,1 miljard ten opzichte van 2010. Het bedrijf is ingeschreven op de Kaaimaneilanden en het hoofdkantoor bevindt  zich in Los Angeles.

## Multi-level marketing

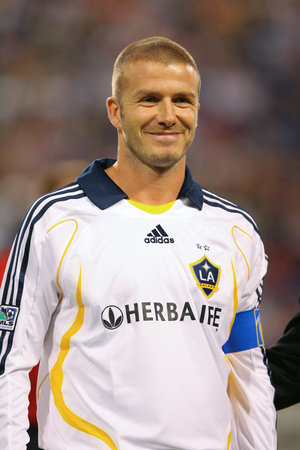
David Beckham speelde voor de LA Galaxy, dat gesponsord wordt door Herbalife

Er kan geld verdiend worden door de directe verkoop van producten aan klanten, en aan de verkoop van producten door distributeurs die "onder" iemand werken. Naast directe verkoop houdt men zich ook bezig met het aanwerven van nieuwe leden. Dit gebeurt via speciale websites, advertenties in kranten, grote conventies, etc. Die nieuwe leden nemen hun Herbalife-producten af van de persoon die ze aangebracht heeft, en hierop krijgt die een commissie. Als de nieuwe leden weer nieuwe deelnemers aanbrengen, krijgen zij daarvoor een commissie en de originele verdeler ook. Mensen boven in de organisatie worden dus beloond voor de resultaten uit hun eigen verkopen en die uit alle onderliggende lagen. De onderste laag ontvangt alleen een commissie over hun eigen directe verkopen.

### Beschuldiging van piramideverkoop
Op deze manier van werken is meerdere malen kritiek geuit, onder meer door de Belgische consumentenorganisatie Test-Aankoop. Volgens Test-Aankoop verdient iedere medewerker binnen het netwerk namelijk hoofdzakelijk door de 'aankopen' van nieuwe aanhangers in een vrijwel gesloten verkoopcircuit. Volgens hen is er alleen winst mogelijk bij uitbreiding van het systeem en daarom hanteert Test-Aankoop de term "piramideverkoop".
Test-Aankoop spande een procedure aan wegens illegale piramideverkoop. In eerste aanleg werd zij in het gelijk gesteld, maar in hoger beroep werd dit vonnis vernietigd.
Eind 2012 gaf de Amerikaanse investeerder Bill Ackman een PowerPoint-presentatie van 300 pagina's waarin hij Herbalife Nutrition als een piramidespel karakteriseerde. Andere investeerders wezen erop dat Ackman, door met zijn investeringsfonds voor $1 miljard short te gaan op aandelen Herbalife Nutrition, zelf belang had bij deze visie.
In maart 2014 werd de handelswijze van Herbalife Nutrition onderzocht door de U.S. Federal Trade Commission en de staat Illinois. Als gevolg van het onderzoek ging Herbalife Nutrition in juli 2016 akkoord om zijn businessmodel in Amerika te wijzigen en betaalde een schikking van 200 miljoen dollar.